# Чемпионат России по хоккею на траве среди мужчин 2009
Чемпионат России по хоккею на траве среди мужчин суперлиги 2009 (18-й Чемпионат России по хоккею на траве среди мужских команд суперлиги) является 18-м сезоном Суперлиги Федерации хоккея на траве России. В чемпионате было сыграно ?? игр, забито ?? мячей.
 Чемпионат проводился в два этапа: сначала отборочный этап, когда команды были разделены на две зоны — «Запад» и «Восток»; во второй этап вышли по три команды из каждой зоны, занявшие первые три места. Чемпионами стала команда Динамо-Электросталь (Московская обл.).

## Участники

### Зона «Запад» (Группа А)
- Динамо-Электросталь (Московская обл.)
- ШВСМ Измайлово (Москва)
- ХК Тана (Азов)
- Динамо-2 (Электросталь)
- Центр хоккея на траве (ЦХТ) (Санкт-Петербург)
- Сборная Краснодарского края

### Зона «Восток» (Группа В)
- Динамо (Казань)
- Динамо-Строитель (Екатеринбург)
- Динамо-2 (Казань)
- РСДЮШОР Динамо (Казань)

## Отборочный этап
(взято из)

### Зона «Запад» (Группа А)

#### Результаты игр
| Дата           | Команда 1               |   | Команда 2                   | Счет |
| -------------- | ----------------------- | - | --------------------------- | ---- |
| 21 апреля 2009 | ШВСМ Измайлово (Москва) | - | ХК Тана (Азов)              | 5:1  |
|                | Динамо (Электросталь)   | - | ЦХТ (Санкт-Петербург)       | 15:0 |
|                | Динамо-2 (Электросталь) | - | Сборная Краснодарского края | 9:2  |
| 22 апреля 2009 | ШВСМ Измайлово (Москва) | - | ЦХТ (Санкт-Петербург)       | 9:2  |
|                | ХК Тана (Азов)          | - | Сборная Краснодарского края | 11:0 |
|                | Динамо (Электросталь)   | - | Динамо-2 (Электросталь)     | 10:0 |
| 23 апреля 2009 | ШВСМ Измайлово (Москва) | - | Динамо-2 (Электросталь)     | 3:1  |
|                | ЦХТ (Санкт-Петербург)   | - | ХК Тана (Азов)              | 6:6  |
|                | Динамо (Электросталь)   | - | Сборная Краснодарского края | 15:0 |
| 25 апреля 2009 | Динамо (Электросталь)   | - | ШВСМ Измайлово (Москва)     | 5:0  |
|                | Динамо-2 (Электросталь) | - | ХК Тана (Азов)              | 3:5  |
|                | ЦХТ (Санкт-Петербург)   | - | Сборная Краснодарского края | 13:0 |
| 26 апреля 2009 | ШВСМ Измайлово (Москва) | - | Сборная Краснодарского края | 11:0 |
|                | Динамо (Электросталь)   | - | ХК Тана (Азов)              | 11:1 |
|                | Динамо-2 (Электросталь) | - | ЦХТ (Санкт-Петербург)       | 5:2  |

#### Итоговая таблица
| Место | Команда                     | Игр всего | Выиграно | Ничьи | Проиграно | Мячи    | Очки |
| ----- | --------------------------- | --------- | -------- | ----- | --------- | ------- | ---- |
| 1     | Динамо (Электросталь)       | 5         | 5        | 0     | 0         | 56 - 1  | 15   |
| 2     | ШВСМ Измайлово (Москва)     | 5         | 4        | 0     | 1         | 28 - 9  | 12   |
| 3     | ХК Тана (Азов)              | 5         | 2        | 1     | 2         | 24 - 25 | 7    |
| 4     | Динамо-2 (Электросталь)     | 5         | 2        | 0     | 3         | 25 - 22 | 6    |
| 5     | ЦХТ (Санкт-Петербург)       | 5         | 1        | 1     | 3         | 23 - 35 | 4    |
| 6     | Сборная Краснодарского края | 5         | 0        | 0     | 5         | 2 - 66  | 0    |

### Зона «Восток» (Группа В)

#### Результаты игр
| Дата           | Команда 1               |   | Команда 2                       | Счет |
| -------------- | ----------------------- | - | ------------------------------- | ---- |
| 24 апреля 2009 | РСДЮШОР Динамо (Казань) | - | Динамо-Строитель (Екатеринбург) | 2:7  |
|                | Динамо-2 (Казань)       | - | Динамо (Казань)                 | 1:12 |
| 25 апреля 2009 | Динамо-2 (Казань)       | - | Динамо-Строитель (Екатеринбург) | 3:4  |
|                | РСДЮШОР Динамо (Казань) | - | Динамо (Казань)                 | 0:23 |
| 26 апреля 2009 | РСДЮШОР Динамо (Казань) | - | Динамо-2 (Казань)               | 1:9  |
|                | Динамо (Казань)         | - | Динамо-Строитель (Екатеринбург) | 4:0  |

#### Итоговая таблица
| Место | Команда                         | Игр всего | Выиграно | Ничьи | Проиграно | Мячи    | Очки |
| ----- | ------------------------------- | --------- | -------- | ----- | --------- | ------- | ---- |
| 1     | Динамо (Казань)                 | 3         | 3        | 0     | 0         | 39 - 1  | 9    |
| 2     | Динамо-Строитель (Екатеринбург) | 3         | 2        | 0     | 1         | 11 - 9  | 6    |
| 3     | Динамо-2 (Казань)               | 3         | 1        | 0     | 2         | 13 - 17 | 3    |
| 4     | РСДЮШОР Динамо (Казань)         | 3         | 0        | 0     | 3         | 3 - 39  | 0    |

## Регулярный чемпионат
(взято из)

### Результаты игр регулярного чемпионата
| Дата | Команда 1                       |   | Команда 2                       | Счет |
| --- | ------------------------------- | - | ------------------------------- | ---- |
| 1-й тур |                                 |   |                                 |      |
| 15 мая 2009 | Динамо (Электросталь)           | - | Динамо-2 (Казань)               | 10:1 |
| | Динамо-Строитель (Екатеринбург) | - | ШВСМ Измайлово (Москва)         | 4:3  |
| | Строитель (Брест, Белоруссия)   | - | Динамо (Казань)                 | 2:3  |
| 16 мая 2009 | Динамо (Электросталь)           | - | Динамо-2 (Казань)               | 13:1 |
| | Динамо-Строитель (Екатеринбург) | - | ШВСМ Измайлово (Москва)         | 2:5  |
| | Строитель (Брест, Белоруссия)   | - | Динамо (Казань)                 | 1:4  |
| 2-й тур |                                 |   |                                 |      |
| 22 мая 2009 | ШВСМ Измайлово (Москва)         | - | Строитель (Брест, Белоруссия)   | 4:2  |
| | Динамо (Казань)                 | - | Динамо (Электросталь)           | 4:4  |
| | Динамо-2 (Казань)               | - | Динамо-Строитель (Екатеринбург) | 1:7  |
| 23 мая 2009 | ШВСМ Измайлово (Москва)         | - | Строитель (Брест, Белоруссия)   | 4:1  |
| | Динамо-2 (Казань)               | - | Динамо-Строитель (Екатеринбург) | 2:5  |
| 3-й тур |                                 |   |                                 |      |
| 29 мая 2009 | ШВСМ Измайлово (Москва)         | - | Динамо (Казань)                 | 3:0  |
| | Динамо-Строитель (Екатеринбург) | - | Динамо (Электросталь)           | 4:5  |
| | Строитель (Брест, Белоруссия)   | - | Динамо-2 (Казань)               | 5:2  |
| 30 мая 2009 | ШВСМ Измайлово (Москва)         | - | Динамо (Казань)                 | 3:2  |
| | Динамо-Строитель (Екатеринбург) | - | Динамо (Электросталь)           | 8:4  |
| | Строитель (Брест, Белоруссия)   | - | Динамо-2 (Казань)               | 11:1 |
| 4-й тур |                                 |   |                                 |      |
| 22 июля 2009 | Динамо-2 (Казань)               | - | ШВСМ Измайлово (Москва)         | 4:9  |
| | Динамо (Электросталь)           | - | Строитель (Брест, Белоруссия)   | 3:1  |
| | Динамо (Казань)                 | - | Динамо-Строитель (Екатеринбург) | 9:5  |
| 23 июля 2009 | Динамо-2 (Казань)               | - | ШВСМ Измайлово (Москва)         | 2:5  |
| | Динамо (Электросталь)           | - | Строитель (Брест, Белоруссия)   | 9:2  |
| | Динамо (Казань)                 | - | Динамо-Строитель (Екатеринбург) | 6:3  |
| какого тура игры? |                                 |   |                                 |      |
| 15 августа 2009 | Строитель (Брест, Белоруссия)   | - | Динамо (Электросталь)           | 2:4  |
| 16 августа 2009 | Строитель (Брест, Белоруссия)   | - | Динамо (Электросталь)           | 3:3  |
| 5-й тур |                                 |   |                                 |      |
| 20 августа 2009 | Динамо-Строитель (Екатеринбург) | - | Строитель (Брест, Белоруссия)   | 5:2  |
| 21 августа 2009 | Динамо (Электросталь)           | - | ШВСМ Измайлово (Москва)         | 5:2  |
| | Динамо-Строитель (Екатеринбург) | - | Строитель (Брест, Белоруссия)   | 4:2  |
| | Динамо (Казань)                 | - | Динамо-2 (Казань)               | 13:0 |
| 22 августа 2009 | Динамо (Электросталь)           | - | ШВСМ Измайлово (Москва)         | 1:3  |
| | Динамо (Казань)                 | - | Динамо-2 (Казань)               | 6:1  |
| 6-й тур |                                 |   |                                 |      |
| 28 августа 2009 | ШВСМ Измайлово (Москва)         | - | Динамо-Строитель (Екатеринбург) | 4:0  |
| | Динамо-2 (Казань)               | - | Динамо (Электросталь)           | 4:7  |
| 29 августа 2009 | ШВСМ Измайлово (Москва)         | - | Динамо-Строитель (Екатеринбург) | 7:2  |
| | Динамо-2 (Казань)               | - | Динамо (Электросталь)           | 2:4  |
| (какого тура игры?) |                                 |   |                                 |      |
| 3 сентября 2009 | Динамо (Казань)                 | - | Строитель (Брест, Белоруссия)   | 8:2  |
| 4 сентября 2009 | Динамо (Казань)                 | - | Строитель (Брест, Белоруссия)   | 4:2  |
| 6 сентября 2009 | Динамо-2 (Казань)               | - | Строитель (Брест, Белоруссия)   | 1:10 |
| 7 сентября 2009 | Динамо-2 (Казань)               | - | Строитель (Брест, Белоруссия)   | 5:5  |
| 7-й тур |                                 |   |                                 |      |
| 11 сентября 2009 | Строитель (Брест, Белоруссия)   | - | ШВСМ Измайлово (Москва)         | 0:1  |
| | Динамо (Электросталь)           | - | Динамо (Казань)                 | 4:4  |
| | Динамо-Строитель (Екатеринбург) | - | Динамо-2 (Казань)               | 5:2  |
| 12 сентября 2009 | Строитель (Брест, Белоруссия)   | - | ШВСМ Измайлово (Москва)         | 5:3  |
| | Динамо (Электросталь)           | - | Динамо (Казань)                 | 2:3  |
| | Динамо-Строитель (Екатеринбург) | - | Динамо-2 (Казань)               | 6:2  |
| 8-й тур |                                 |   |                                 |      |
| 18 сентября 2009 | Динамо (Казань)                 | - | ШВСМ Измайлово (Москва)         | 4:3  |
| | Динамо (Электросталь)           | - | Динамо-Строитель (Екатеринбург) | 4:3  |
| 19 сентября 2009 | Динамо (Казань)                 | - | ШВСМ Измайлово (Москва)         | 7:0  |
| | Динамо (Электросталь)           | - | Динамо-Строитель (Екатеринбург) | 4:2  |
| 9-й тур |                                 |   |                                 |      |
| 25 сентября 2009 | ШВСМ Измайлово (Москва)         | - | Динамо-2 (Казань)               | 5:2  |
| | Динамо-Строитель (Екатеринбург) | - | Динамо (Казань)                 | 2:5  |
| 26 сентября 2009 | ШВСМ Измайлово (Москва)         | - | Динамо-2 (Казань)               | 5:1  |
| | Динамо-Строитель (Екатеринбург) | - | Динамо (Казань)                 | 2:7  |
| 10-й тур |                                 |   |                                 |      |
| 2 октября 2009 | Динамо (Электросталь)           | - | ШВСМ Измайлово (Москва)         | 5:3  |
| | Динамо (Казань)                 | - | Динамо-2 (Казань)               | 10:2 |
| 3 октября 2009 | Динамо (Электросталь)           | - | ШВСМ Измайлово (Москва)         | 3:1  |
| | Динамо (Казань)                 | - | Динамо-2 (Казань)               | 15:1 |
| 5 октября 2009 | Строитель (Брест, Белоруссия)   | - | Динамо-Строитель (Екатеринбург) | 4:2  |
| 6 октября 2009 | Строитель (Брест, Белоруссия)   | - | Динамо-Строитель (Екатеринбург) | 3:3  |
| переигровка игры 2-го тура (23 мая) (В переигровке команде Динамо (Казань) засчитано техническое поражение в связи с неявкой на игру) |                                 |   |                                 |      |
| 3 декабря 2009 | Динамо (Электросталь)           | - | Динамо (Казань)                 | 5:0  |

### Итоговая таблица регулярного чемпионата
| Место | Команда                                | Игр всего | Выиграно | Ничьи | Проиграно | Мячи     | Очки |
| ----- | -------------------------------------- | --------- | -------- | ----- | --------- | -------- | ---- |
|       | Динамо (Электросталь)                  | 20        | 15       | 3     | 2         | 100 - 48 | 48   |
|       | Динамо (Казань)                        | 20        | 15       | 2     | 3         | 114 - 47 | 47   |
|       | ШВСМ Измайлово (Москва)                | 20        | 13       | 0     | 7         | 72 - 49  | 39   |
| 4     | Динамо-Строитель (Екатеринбург)        | 20        | 7        | 1     | 12        | 70 - 85  | 22   |
| 5     | Строитель (Брест, Республика Беларусь) | 20        | 5        | 3     | 12        | 65 - 73  | 18   |
| 6     | Динамо-2 (Казань)                      | 20        | 0        | 1     | 19        | 37 - 156 | 1    |